# Sub Loco Notes
Sub Loco Notes sind bestimmte Notierungen der Massorah, welche aus historisch-kritischer bibelwissenschaftlicher Sicht als problematisch oder besonders eingestuft worden sind. Der Bibelwissenschafter Gérard E. Weil erkannte diese Notierungen bei der Entwicklung und Ausarbeitung der Massorah für die Biblia Hebraica Stuttgartensia (BHS), einer Ausgabe des Masoretischen Textes der Hebräischen Bibel auf der Grundlage des Codex Leningradensis. Er markierte die betreffenden Notierungen der Masora Parva als „Sub loco“. Weil wollte diese Notierungen untersuchen und veröffentlichen, wozu es aber nie kam. Eine Untersuchung liegt inzwischen von Mynatt, 1994, vor.
Bei der Ausarbeitung seiner Massorah Gedolah, einer Ausgabe der Masora Magna des Massoretischen Textes, hat Gérard Weil 226 Einträge als Sub Loco markiert. Sub Loco gibt hierbei an, dass die Bearbeiter der Massorah Gedolah unter Gérard Weil entweder einen Fehler in der Massorah Parva des Codex Leningradensis korrigiert haben oder dass zu der jeweiligen Massoretischen Notierung in der Masora Parva keine entsprechende Liste in der zugehörigen Masora Magna des Codex Leningradensis zu finden war.

## Beispiel
Sub Loco Notierung – Nummer 41 – Genesis 18:3 – Text: אֲדֹנָ֗י
Diese Notierung zählt jede Textstelle auf, an der אֲדֹנָ֗י (Adonai) ohne יהוה (JHWH) vorkommt.
Es handelt sich um 134 Textstellen des Codex Leningradensis, wie auch in der Biblia Hebraica Stuttgartensia.
Die Notierung enthält keine Fehler. Es bestehen Widersprüche zwischen der 134 Textstellen und verschiedenen Handschriften und Druckausgaben des Masoretischen Textes der Hebräischen Bibel. Diese resultieren aus der beständigen Verwirrung durch die Aussprache von יהוה (JHWH) als אֲדֹנָ֗י (Adonai).
Nach Ginsburg lesen einige der besten und frühen Handschriften an vielen der 134 Stellen יהוה (JHWH), statt des im Codex Leningradensis ausgewiesenen אֲדֹנָ֗י (Adonai). Dies liege daran, dass 'die jüdischen Vorschriften seit unerdenklichen Zeiten besagen, dass der unaussprechliche Gottesnamen יהוה (JHWH) als אֲדֹנָ֗י (Adonai) zu lesen sei, als ob אֲדֹנָ֗י (Adonai) anstatt יהוה (JHWH) geschrieben stünde'. So hätten die frühen Schreiber der Hebräischen Bibel den Namen יהוה (JHWH) an diesen Stellen durch אֲדֹנָ֗י (Adonai) ersetzt.
Die 134 Notierungen enthalten unter anderem Textstellen der Hebräischen Bibel, an denen innerhalb direkter Rede יהוה (JHWH) zur Aussprache kommt.